# كارولين غراهام (أستاذة جامعية)
كارولين غراهام (بالإنجليزية: Carolyn Graham)‏ هي أستاذة جامعية أمريكية، ولدت في 13 سبتمبر 1931.